# Lieneke Dijkzeul

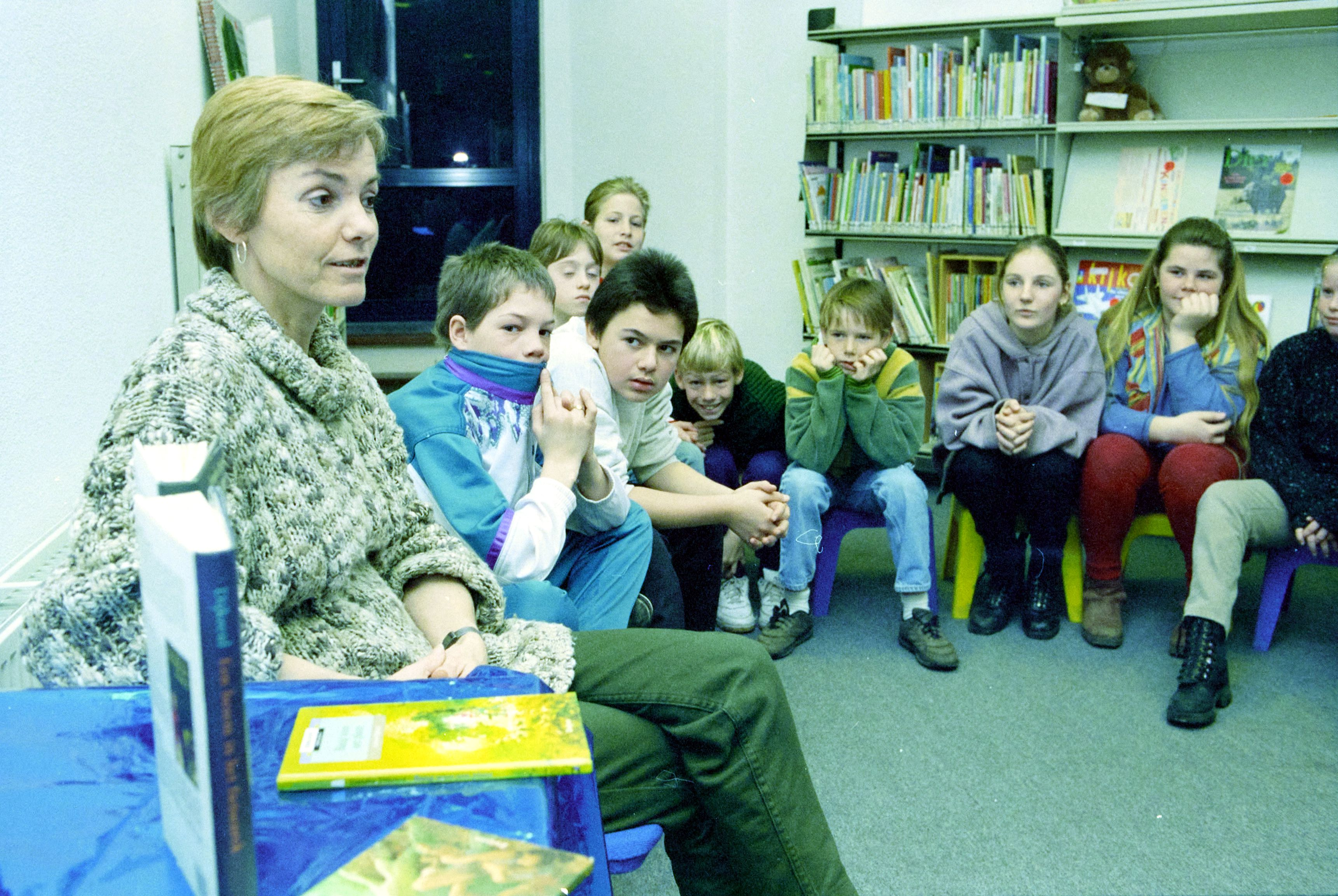
Lieneke Dijkzeul, 1996

Lieneke Dijkzeul (* 7. März 1950 in Sneek) ist eine niederländische Schriftstellerin. Sie veröffentlichte zahlreiche Bücher für Kinder und Jugendliche sowie auch einige Thriller und Kriminalromane für Erwachsene. Viele ihrer Bücher wurden für die Auswahlliste der niederländischen Kinderjury nominiert.

## Leben
Nach dem Abitur studierte sie Französisch. Zuerst veröffentlichte sie Kurzgeschichten in niederländischen Kinderzeitschriften. 1990 publizierte sie ihr erstes Kinderbuch. Außerdem verfasste sie Liedtexte und Sketche für eine Fernsehserie. Ihr größter Erfolg im Bereich der Kinder- und Jugendliteratur war Ein Traum vom Fußball, ein Fußballroman über einen afrikanischen Jungen, der von einem Talentscout entdeckt und zu einem Profifußballer ausgebildet wird. 2006 veröffentlichte sie ihren ersten Thriller für Erwachsene Schweigende Sünde, der für zwei Preise nominiert wurde. Mit Vor dem Regen kommt der Tod etablierte sie sich als eine der wichtigsten Kriminalautorinnen der Niederlande. Nur wenige ihrer Bücher wurden ins Deutsche übersetzt.

## Werke

### Kinderliteratur
- Hou je taai! Lemniscaat, 1990
- De tweede viool. Lemniscaat, 1991
- Een jas voor Bas. Zwijsen, 1991
- Niet voor de poes. Zwijsen, 1991
- Rook in het bos. Zwijsen, 1991
- Roos. Zwijsen, 1991
- Het geheim. Zwijsen, 1991
- De ontevreden kip. Zwijsen, 1991
- Beer Bot maakt een boot. Zwijsen, 1991
- Hoera, ik vlieg! Zwijsen, 1993
- Een muis met klauwen Lemniscaat, 1993
- Wat is dat voor beest? Zwijsen, 1993
- Een bezem in het fietsenrek. Lemniscaat, 1994: Die Hexe, die nie mehr zaubern wollte. Übersetzt von Monica Barendrecht und Thomas Charpey. Elefanten Press Verlag, 1996. ISBN 3-88520-597-1
- Een valkuil voor de wolf. Zwijsen, 1994
- Papegaai ontvoerd. Zwijsen, 1994
- Grote mensen durven niks! Zwijsen, 1995
- Een tijger onder mijn bed! Averroès, 1995
- Bang voor een plant. Zwijsen, 1995
- Het schoolfeest. Zwijsen, 1996
- Een kameel met heimwee. Zwijsen, 1996
- Kortsluiting. Lemniscaat, 1996: Kurzschluss. Übersetzt von Monica Barendrecht und Thomas Charpey. Elefanten Press Verlag, 1996. ISBN 3-88520-690-0
- Een leuke klas. Zwijsen, 1996
- De ogen van Rosa. Zwijsen, 1996
- De bende van de Wind. Zwijsen, 1997
- Naar zee, naar zee! Zwijsen, 1998
- Bevroren tijd. Lemniscaat, 1998
- Ik ben de baas! Zwijsen, 1998
- Dat paard leert het nooit! Zwijsen, 1998
- Kerst met de Kibbels. Zwijsen, 1999
- Naar de top! Zwijsen, 1999
- Je bent een koukleum! Zwijsen, 1999
- Mevrouw Fledder neemt wraak. Zwijsen, 2000
- De kano. Zwijsen, 2000
- Eiland in de wind. Lemniscaat, 2001
- De wedstrijd. Zwijsen, 2001
- Het huis in de boom. Zwijsen, 2001
- Vuurvogel. Zwijsen, 2001
- De vogel die geen vogel was. Zwijsen, 2002
- Mormel. Zwijsen, 2002
- Het boek van Pol. Zwijsen, 2002
- De snoepheks. Zwijsen, 2003
- Het rode album. Kinderboekenmarkt, 2003
- Van de neus en de soep. Zwijsen, 2003
- Dat kan ik ook! Zwijsen, 2004
- Wat ben ik? Zwijsen, 2004
- Mevrouw Fledder gaat drummen. Zwijsen, 2004
- Aan de bal. Lemniscaat, 2004: Ein Traum vom Fußball. Übersetzt von Verena Kiefer. Arena Verlag, 2006. ISBN 978-3-401-05889-4
- Het jeukt op mijn kop! Zwijsen, 2004
- Hiep hiep voor Mol! Zwijsen, 2005
- De hut van Fiep. Zwijsen, 2005
- Hillie de heks. Zwijsen, 2005
- IJs. Zwijsen, 2005
- Blikschade. Lemniscaat, 2006: Schließ die Augen und sag mir, was du siehst. Übersetzt von Verena Kiefer. Arena Verlag, 2008. ISBN 978-3-401-02731-9
- Moffel en Piertje. 2009

### Erwachsenenliteratur
- De stille zonde. Ambo Anthos, 2006: Schweigende Sünde. Übersetzt von Christiane Burkhardt. Deutscher Taschenbuch Verlag, 2012. ISBN 978-3-423-21356-1
- Koude lente. Ambo Anthos, 2007
- De geur van regen. Ambo Anthos, 2009: Vor dem Regen kommt der Tod. Übersetzt von Christiane Burkhardt. Deutscher Taschenbuch Verlag, 2011. ISBN 978-3-423-24855-6
- Verloren zoon. Ambo Anthos, 2011
- Peter poept. Ambo Anthos, 2014

### Hörbücher
- Ein Traum vom Fußball. Gesprochen von Stefan Kaminski. Produktion: Scala Z Media, 2010. ISBN 978-3-9416-7405-9
- Vor dem Regen kommt der Tod. Gesprochen von Jürgen Uter. Produktion: GoyaLIT, 2011. ISBN 978-3-8337-2815-0

## Auszeichnungen
- 1992: Auswahlliste der niederländischen Kinderjury (De tweede viool)
- 1994: Auswahlliste der niederländischen Kinderjury (Een muis met klauwen)
- 1996: Preis der Kinderjury Curaçao (De ogen van Rosa)
- 1997: Auswahlliste der niederländischen Kinderjury (Kortsluiting)
- 2005: Vlag & Wimpel Award Niederlande für Ein Traum vom Fußball
- 2005: niederländischer Jugendbuchpreis "Glazen Globe" für Ein Traum vom Fußball